# Zack Snyder
Zachary Edward "Zack" Snyder, född 1 mars 1966 i Green Bay, Wisconsin, är en amerikansk regissör, producent och manusförfattare. Han har spelat in och till film anpassat flera historier om superhjältar. 
Snyder har åtta barn, fyra barn från första äktenskapet men en dotter är avliden, två barn i ett senare förhållande och två barn med sin andra hustru.

## Filmografi
| År   | Film                               | Regissör | Producent | Författare |      |                  |    |     |     |
| ---- | ---------------------------------- | -------- | --------- | ---------- | ---- | ---------------- | -- | --- | --- |
| År   | Film                               | Regissör | Producent | Författare | 2004 | Dawn of the Dead | Ja | Nej | Nej |
| 2007 | 300                                | Ja       | Nej       | Ja         |      |                  |    |     |     |
| 2009 | Watchmen                           | Ja       | Nej       | Nej        |      |                  |    |     |     |
| 2010 | Legenden om ugglornas rike         | Ja       | Nej       | Nej        |      |                  |    |     |     |
| 2011 | Sucker Punch                       | Ja       | Ja        | Ja         |      |                  |    |     |     |
| 2013 | Man of Steel                       | Ja       | Nej       | Nej        |      |                  |    |     |     |
| 2014 | 300: Rise of an Empire             | Nej      | Ja        | Ja         |      |                  |    |     |     |
| 2016 | Batman v Superman: Dawn of Justice | Ja       | Nej       | Nej        |      |                  |    |     |     |
| 2016 | Suicide Squad                      | Nej      | Exekutiv  | Nej        |      |                  |    |     |     |
| 2017 | Wonder Woman                       | Nej      | Ja        | Ja         |      |                  |    |     |     |
| 2017 | Justice League                     | Ja       | Nej       | Ja         |      |                  |    |     |     |
| 2018 | Aquaman                            | Nej      | Exekutiv  | Nej        |      |                  |    |     |     |
| 2020 | Wonder Woman 1984                  | Nej      | Ja        | Nej        |      |                  |    |     |     |
| 2021 | Zack Snyder's Justice League       | Ja       | Nej       | Ja         |      |                  |    |     |     |
| 2021 | Army of the Dead                   | Ja       | Ja        | Ja         |      |                  |    |     |     |
| 2021 | The Suicide Squad                  | Nej      | Exekutiv  | Nej        |      |                  |    |     |     |
| 2021 | Army of the Thieves                | Nej      | Ja        | Ja         |      |                  |    |     |     |
| 2023 | The Flash                          | Nej      | Exekutiv  | Nej        |      |                  |    |     |     |
| 2023 | Rebel Moon Part 1: A Child of Fire | Ja       | Ja        | Ja         |      |                  |    |     |     |
| 2023 | Aquaman and the Lost Kingdom       | Nej      | Exekutiv  | Nej        |      |                  |    |     |     |
| 2024 | Rebel Moon Part 2: The Scargiver   | Ja       | Ja        | Ja         |      |                  |    |     |     |